# Halowe Mistrzostwa Europy w Lekkoatletyce 2023 – trójskok mężczyzn
Trójskok mężczyzn – jedna z konkurencji technicznych rozgrywanych podczas halowych lekkoatletycznych mistrzostw Europy w hali Ataköy Arena w Stambule.
Tytuł mistrzowski z 2021 obronił Pedro Pichardo.

## Terminarz
| Data    | Godzina |              |
| ------- | ------- | ------------ |
| 2 marca | 19:53   | Kwalifikacje |
| 3 marca | 20:35   | Finał        |

## Rekordy
Tabela prezentuje halowy rekord świata, rekord Europy w hali, rekord halowych mistrzostw Europy, a także najlepsze osiągnięcia w hali na świecie i w Europie w sezonie 2023 przed rozpoczęciem mistrzostw.
|                                               | Zawodnik      | Wynik | Miejsce | Data                  |
| --------------------------------------------- | ------------- | ----- | ------- | --------------------- |
| Rekord świata                                 | Fabrice Zango | 18,07 | Aubière | 16 stycznia 2021(dts) |
| Rekord Europy                                 | Teddy Tamgho  | 17,92 | Paryż   | 6 marca 2011(dts)     |
| Rekord mistrzostw Europy                      | Teddy Tamgho  | 17,92 | Paryż   | 6 marca 2011(dts)     |
| Najlepszy wynik na świecie w 2023 roku (hala) | Jordan Díaz   | 17,59 | Madryt  | 19 lutego 2023(dts)   |
| Najlepszy wynik w Europie w 2023 roku (hala)  | Jordan Díaz   | 17,59 | Madryt  | 19 lutego 2023(dts)   |

## Wyniki

### Kwalifikacje
Awans: 16,70 m (Q) lub osiem najlepszych rezultatów (q).
| Poz. | Zawodnik              | Reprezentacja | Próby | Próby | Próby | Wynik | Uwagi |
| Poz. | Zawodnik              | Reprezentacja | 1     | 2     | 3     | Wynik | Uwagi |
| ---- | --------------------- | ------------- | ----- | ----- | ----- | ----- | ----- |
| 1.   | Pedro Pichardo        | Portugalia    | 17,48 |       |       | 17,48 | Q,    |
| 2.   | Max Heß               | Niemcy        | 16,67 | 16,40 | –     | 16,67 | q     |
| 3.   | Tobia Bocchi          | Włochy        | 16,29 | 16,47 | –     | 16,47 | q     |
| 4.   | Nazim Babayev         | Azerbejdżan   | 16,45 | 16,29 | –     | 16,45 | q,    |
| 5.   | Tiago Pereira         | Portugalia    | 15,06 | 16,15 | 16,39 | 16,39 | q     |
| 6.   | Nikolaos Andrikopulos | Grecja        | 15,81 | 16,05 | 16,39 | 16,39 | q, =  |
| 7.   | Benjamin Compaoré     | Francja       | x     | 16,37 | 16,00 | 16,37 | q     |
| 8.   | Dimitris Tsiamis      | Grecja        | 16,22 | x     | 16,26 | 16,26 | q     |
| 9.   | Batuhan Çakir         | Turcja        | x     | 16,06 | 16,20 | 16,20 | q,    |
| 10.  | Simone Biasutti       | Włochy        | 15,91 | 15,84 | 16,20 | 16,20 |       |
| 11.  | Enzo Hodebar          | Francja       | x     | x     | 16,09 | 16,09 | SB    |
| 12.  | Andreas Pantazis      | Grecja        | x     | x     | 16,06 | 16,06 |       |
| 13.  | Jesper Hellström      | Szwecja       | x     | 15,40 | 15,95 | 15,95 |       |
| 14.  | Georgi Naczew         | Bułgaria      | x     | 15,81 | 15,92 | 15,92 | SB    |
| 15.  | Lewon Aghasjan        | Armenia       | 15,19 | 15,78 | 15,89 | 15,89 | SB    |
| 16.  | Jan Luxa              | Słowenia      | 15,70 | 15,50 | 15,68 | 15,70 | SB    |
| 17 ! | Răzvan Grecu          | Rumunia       | x     | r     |       | NM    |       |

### Finał
| Poz. | Zawodnik              | Reprezentacja | Runda | Runda | Runda | Runda | Runda | Runda | Wynik | Uwagi   |
| Poz. | Zawodnik              | Reprezentacja | 1     | 2     | 3     | 4     | 5     | 6     | Wynik | Uwagi   |
| ---- | --------------------- | ------------- | ----- | ----- | ----- | ----- | ----- | ----- | ----- | ------- |
| 01 ! | Pedro Pichardo        | Portugalia    | 17,26 | –     | 17,60 | –     | –     | –     | 17,60 | WL · NR |
| 02 ! | Nikolaos Andrikopulos | Grecja        | 16,20 | x     | x     | 15,91 | 16,58 | x     | 16,58 | SB      |
| 03 ! | Max Heß               | Niemcy        | x     | x     | 16,54 | x     | 15,91 | 16,57 | 16,57 |         |
| 4.   | Tiago Pereira         | Portugalia    | 16,29 | 16,10 | x     | 16,32 | 16,51 | 16,34 | 16,51 | SB      |
| 5.   | Nazim Babayev         | Azerbejdżan   | x     | 16,50 | x     | x     | 16,46 | x     | 16,50 | SB      |
| 6.   | Tobia Bocchi          | Włochy        | 15,11 | 16,29 | 16,39 | x     | 16,35 | 14,33 | 16,39 |         |
| 7.   | Dimitris Tsiamis      | Grecja        | 16,07 | x     | x     | 14,07 | 16,39 | x     | 16,39 |         |
| 8.   | Benjamin Compaoré     | Francja       | 15,79 | 16,11 | x     | –     | 15,22 | x     | 16,11 |         |
| 9.   | Batuhan Çakir         | Turcja        | 15,70 | 16,02 | x     |       |       |       | 16,02 |         |